# Джгерда
Джге́рда или Джгярда — (абх. Џьгьа́рда, груз. ჯგერდა) село в Абхазии, в Очамчырском районе частично признанной Республики Абхазия, согласно административному делению Грузии — в Очамчирском муниципалитете Абхазской Автономной Республики. Расположено к северо-западу от райцентра Очамчыра в предгорной полосе у подножья Кодорского хребта, в 14 км к северу от поворота с основного шоссе Абхазии. В административном отношении село представляет собой административный центр Джгярдинской сельской администрации (абх. Џьгьа́рда ақы́ҭа ахадара́), в прошлом Джгердинский сельсовет.

## История
На территории села сохранились остатки трех христианских храмов — храм Кяч-ныха, храм Пскал и храм Гурчх.
На вершине горы Пскал, на высоте около 1000 метров над уровнем моря, находятся развалины небольшого христианского храма. Пскальский храм — памятник эпохи раннего Средневековья. Он окружен каменной оградой, облицован известковыми плитами, украшенными резьбой. К храму можно пройти только с северо-западной стороны по единственной узкой тропе. Вплотную к нему примыкает Великая Абхазская стена.
В нескольких километрах от Пскальского храма находится полуразрушенный Кячский храм зального типа, воздвигнутый в эпоху Абхазского царства.
Село Джгерда исторически подразделяется на 7 посёлков (абх. аҳабла):
- Акуапра Ахабла
- Ахаблаа
- Гурчх
- Джгярда Агу (собственно Джгерда)
- Джиргул
- Джгярда-Ахуца (включает местности Бакькан, Чегем и Шбаарха)

## Границы
На севере границей Джгерды служит Кодорский хребет; на северо-западе Джгерда граничит с Гульрипшским районом по реке Кодор; на востоке — с сёлами Гуада и Кутол; на юге — с Кутолом; на западе — с селом Атара-Армянская по реке Тоумыш.

## Население
Население Джгердинского сельсовета по данным переписи 1989 года составляло 1080 человек, по данным переписи 2011 года население сельской администрации Джгярда составило 791 человек, в основном абхазы.
| Год переписи | Число жителей        | Этнический состав                                         |
| ------------ | -------------------- | --------------------------------------------------------- |
| 1886         | 719 (без села Гуада) | абхазы 99,7 %; грузины 0,3 %                              |
| 1926         | 2084 (c селом Гуада) | абхазы 85,7 %; турки 9,1 %; грузины 4,0 %; русские 0,5 %  |
| 1959         | 2077 (c селом Гуада) | абхазы (нет точных данных)                                |
| 1989         | 1080                 | абхазы (нет точных данных)                                |
| 2011         | 791                  | абхазы 88,2 %; грузины 0,9 %; русские 0,6 %; армяне 0,4 % |

Вплоть до второй половины XX века в состав Джгерды входило также соседнее село Гуада. По данным переписи населения 1886 года в селении Джгерда (без Гуады) проживало православных христиан — 435 человек, мусульман-суннитов — 284 человека. По сословному делению в Джгерде имелось 20 князей, 37 дворян, 5 представителей православного духовенства и 657 крестьян. Представителей «городских» сословий в Джгерде не проживало.
Джгерда больше других селений Абжуйской Абхазии пострадала от мухаджирства — насильственного выселения абхазского населения в Турцию во второй половине XIX века.
 В начале XX века в верхней части села Джгерда, посёлке Джгярда-Ахуца, примыкающем к Кодорскому хребту, среди местного абхазского населения расселяют турецких крестьян из Османской империи, которые занимаются здесь табаководством. В советский период местные турки довольно быстро ассимилируются в абхазской среде. Позже, в 1960-е годы всё население Джгярда-Ахуца покидает посёлок из-за его нерентабельности и оседает, в основном, в более низменной части Джгерды. Местность Джгярда-Ахуца (в переводе с абхазского «джгердинское подгорье») и в настоящее время не заселена.

## Факты
- Наибольшее количество абжуйских мухаджиров составляли выходцы из села Джгерда, поэтому в Турции в среде абхазской диаспоры всех абжуйцев называют «джгярдаа» (джгердинцы), подобно тому, как в Аргентине испанцев называют «гальегос» (галисийцы)[источник не указан 2789 дней].
- Большинство выселенных царским правительством джгердинцев осело на северо-западе Турции. Часть из них на новом месте жительства в современной провинции Сакарья, округ Хендек, основала село, которому было дано название родного села в Абхазии — Джгерда. Официальное турецкое название этого селения Соуксу (тур. Soğuksu). По данным на 2007 год, в селе проживает 880 человек[7].

- Основным местом действия в романе Фазиля Искандера «Сандро из Чегема» является местность Чегем в посёлке Джгярда-Ахуца села Джгерда. Мать Искандера была уроженкой Чегема, сам будущий писатель проводил в детстве много времени там, о чём неоднократно упоминается в его произведениях. В настоящее время Чегем, как и вся Джгярда-Ахуца, безлюден. Население покинуло эти места в 1960-е годы.
- Второй Президент Республики Абхазия Сергей Багапш, также происходил из с. Джгерда, где он и был похоронен 2 июня 2011 года. Также в Джгерде родился и всю жизнь прожил его отец[8].
- В течение грузино-абхазской войны село Джгерда полностью находилось под контролем абхазских партизан.

## Известные уроженцы
- Багапш, Сергей Васильевич (1949—2011) — второй Президент Абхазии.[источник не указан 1217 дней] (родители)
- Искандер, Фазиль Абдулович (1929—2016) — писатель.[источник не указан 1217 дней] (мать, Чегем)